# 탄막 사격

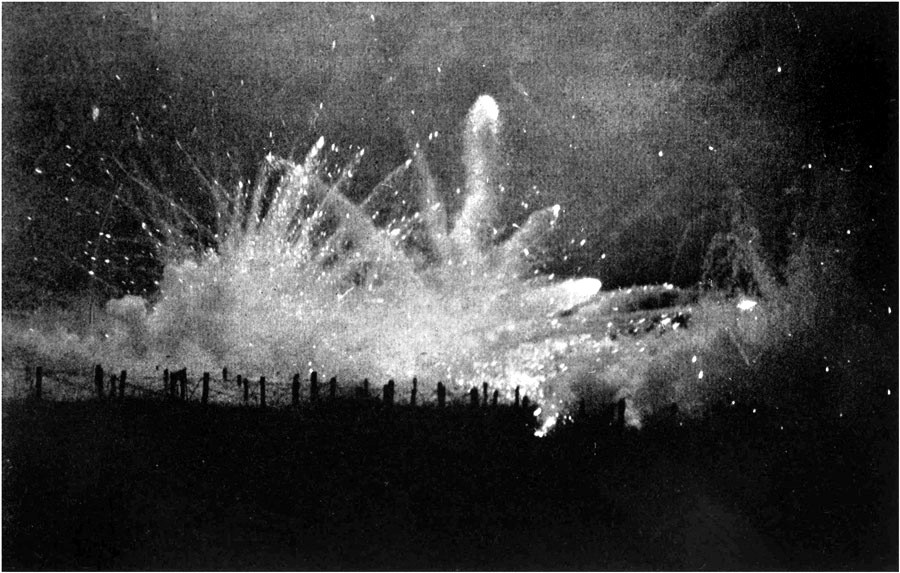
제1차 세계 대전 때인 1915년 제2차 이프르 전투에서 독일군이 연합군의 참호를 향해 탄막 사격을 하고 있다.

탄막 사격(彈幕射擊, 영어: Barrage)은 주로 18m에서 27m 정도의 간격을 두고 한 지점에 가하는 일제 포격으로, 이 포격의 피해 구간은 몇 백미터에서 몇 천 킬로미터에 달할 수 있다. 전열은 일반적으로 91m이며, 포격은 1개의 전열이 사격을 개시한 후 다음 전열이 사격을 가하거나 여러 사격 부대가 동시에 사격을 가한다. 이러한 사격은 지속적으로 일정하게 이어지며, 이 때 사용되는 포탄은 고폭탄이지만, 역사적으로 유산탄도 많이 사용되었다.
탄막 사격은 적의 통과를 저지하거나 방해하기 위해 사용되는 방어적 기능이 있으며, 아군이 진군하는 지역을 통과하고 있거나, 아니면 그 지역에 주둔 중인 적을 무력화하는 엄호 사격을 제공하기 위한 공격적 기능이 모두 있다. 방어적 탄막 사격은 고정적이며, 공격적 탄막 사격은 진군하는 군대의 앞을 따라 이동하기 때문에 사격의 움직임이 "잠행", "회전", "블록" 등으로 불리기도 한다. 탄막 사격은 특정한 목표가 정해져 있지 않으며, 적이 있을 것으로 추정되는 지역에 가하는 광범위한 사격이다. 이로 인해 탄막 사격은 집중 사격과는 대비된다.
탄막 사격은 제2차 보어 전쟁 당시 영국군이 개발한 전술이다. 제1차 세계 대전이 발발했을 때 영국 해외원정군이 주로 이 사격을 1915년 이후부터 사용했는데, 영국군은 적의 방어 거점을 돌파할 때 포병이 엄호 사격을 제공해 적을 무력화하는 것이 중요하다는 것을 알고 있었다. 1916년 말, 잠행 사격은 보병의 공격을 지원하는 포병 사격의 일반적인 방식이 되었고, 탄막 사격이 이동할 때마다 보병이 탄막 사격에 최대한 접근하는 전술이 발달했다. 이러한 포격은 적을 격멸하기보다는 제압하거나 무력화하는 것에 초점을 두고 있었다. 이후 제2차 세계 대전과 한국 전쟁에서도 탄막 사격이 사용되었지만, 이는 포격의 다양한 전술 중 하나인 예비 사격의 일환으로써 사용된 것이었다.

## 발달
이동 탄막 사격은 레드버스 불러 장군의 지휘 하에 기획된 여러 가지 전술적 혁신 중 하나로, 제2차 보어 전쟁 기간 중 발달하게 되었다. 보어 전쟁 당시 영국군은 투겔라 고지를 비롯한 여러 보어군의 방어 거점에 대응해 이동 탄막 사격을 사용했다.
포격은 주로 확인 가능한 목표를 향해 넓은 공간에서 개시하지만, 제2차 보어 전쟁부터는 간접 사격이 사용되기 시작했다. 한 개의 목표를 향해 사격을 개시하는 가장 큰 포병부대는 여단으로 18개의 포를 가지고 있었다. 참호전이 시작되면서 더욱 더 정교한 포격 계획과 포에 대한 증가된 과학적 접근이 요구되었고, 이에 따라 간접 사격의 필요성이 대두되었다. 포수들은 포를 배치하기 위해 더 복잡한 계산방식을 사용해야 했다. 이에 따라 포의 배치도 바뀌어 전체 사격의 탄착 지점은 패턴을 형성하게 되었고, 탄막 사격의 경우에는 이러한 패턴이 선으로 나타났다. "barrage"라는 용어는 제1차 세계 대전 때인 1915년 뉴브 샤펠레 전투의 명령에서 처음 사용되었다.

### 이동 탄막 사격
이동 탄막 사격 또는 잠행 사격은 매 분마다 100야드 정도의 간격을 두고 증가하는 탄막 사격으로, 보병과의 속도를 맞추면서 천천히 진행되는 사격이다. 영국군의 일반적인 관행으로 인해 2개의 전열이 동시에 개시하는 포격이 발달했고, 이에 따라 3가지 형태의 포격이 발달하게 되었다. 잠행 사격에서는 사격이 한 개의 열에서 다음 열로 이어진다. 차단 사격에서는 처음에 포격을 받은 지점을 피해 다음 '블록'에 사격을 개시한다. 회전 사격에서는 우군의 가장 가까운 지점에 사격을 가한 후 부대에서 가장 멀리 있는 지역까지 연속적으로 사격을 가한다.

## 같이 보기
- 현측포
- 조색기구